# Ballongberget

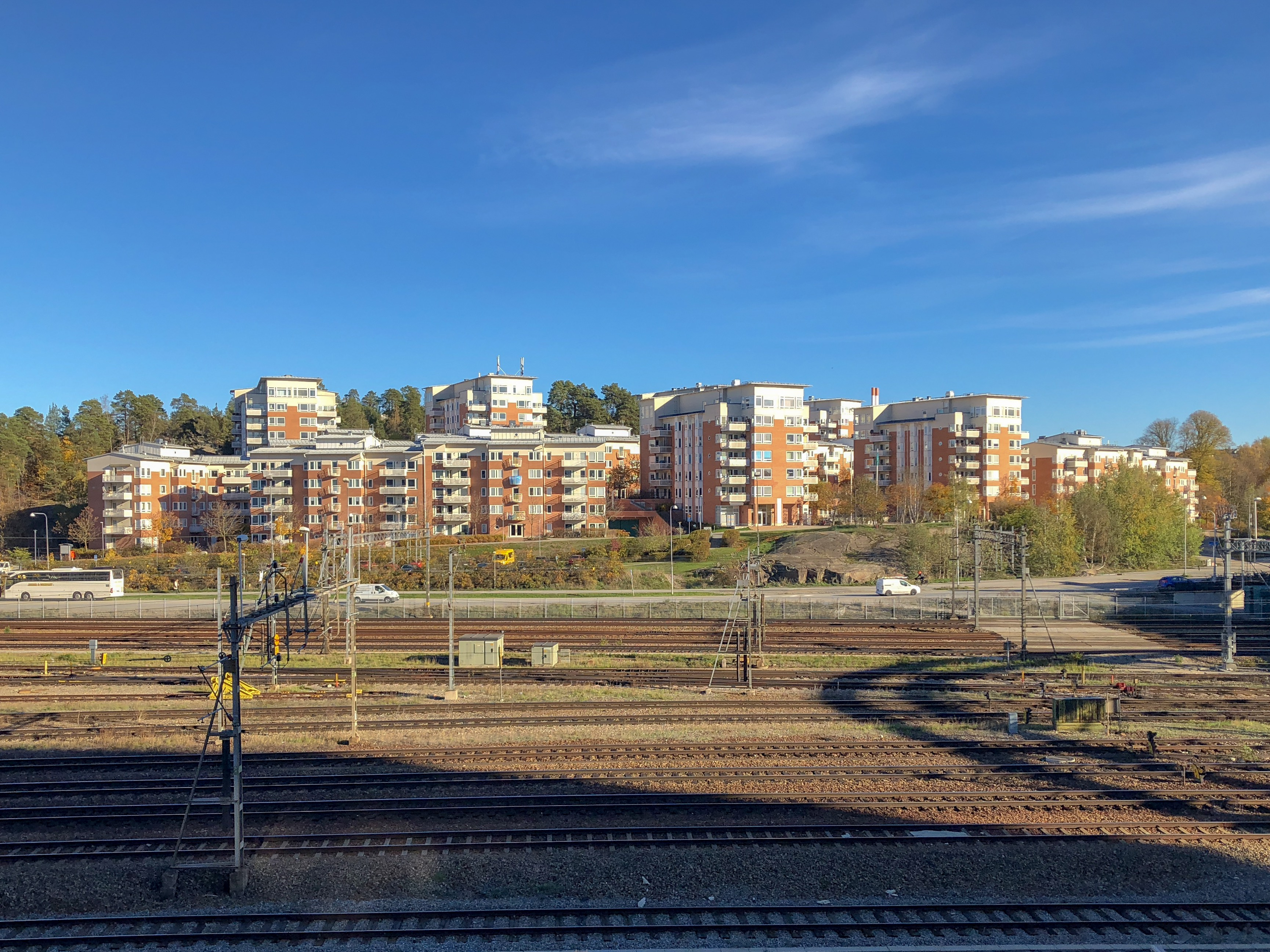
Ballongberget

Ballongberget är ett bostadsområde i stadsdelen Järva inom Solna kommun. Det utgörs av bebyggelsen vid Ballonggatan, cirka 500 meter norr om Solna station. Ballongberget avgränsas i väster av järnvägen och i söder av Hagalunds industriområde. I norr och ost gränsar Ballongberget till Frösunda, som under 2000-talets första decennium byggts ut till en stor stadsdel. Innan Frösunda byggdes ut var Ballongberget ett tämligen isolerat bostadsområde. 
Husen på Ballongberget byggdes 1991–1993 och består av 293 hyresrätter, såväl punkthus som lamellhus. Hyresvärd är Skandia Fastigheter. Omkring 600 personer bor på Ballongberget.
Ballongberget har sitt namn efter det ballongkompani som ingick i Fälttelegrafkåren som fanns i Frösunda under 1900-talets första hälft.

## Bilder
Bilder från juli 2011.

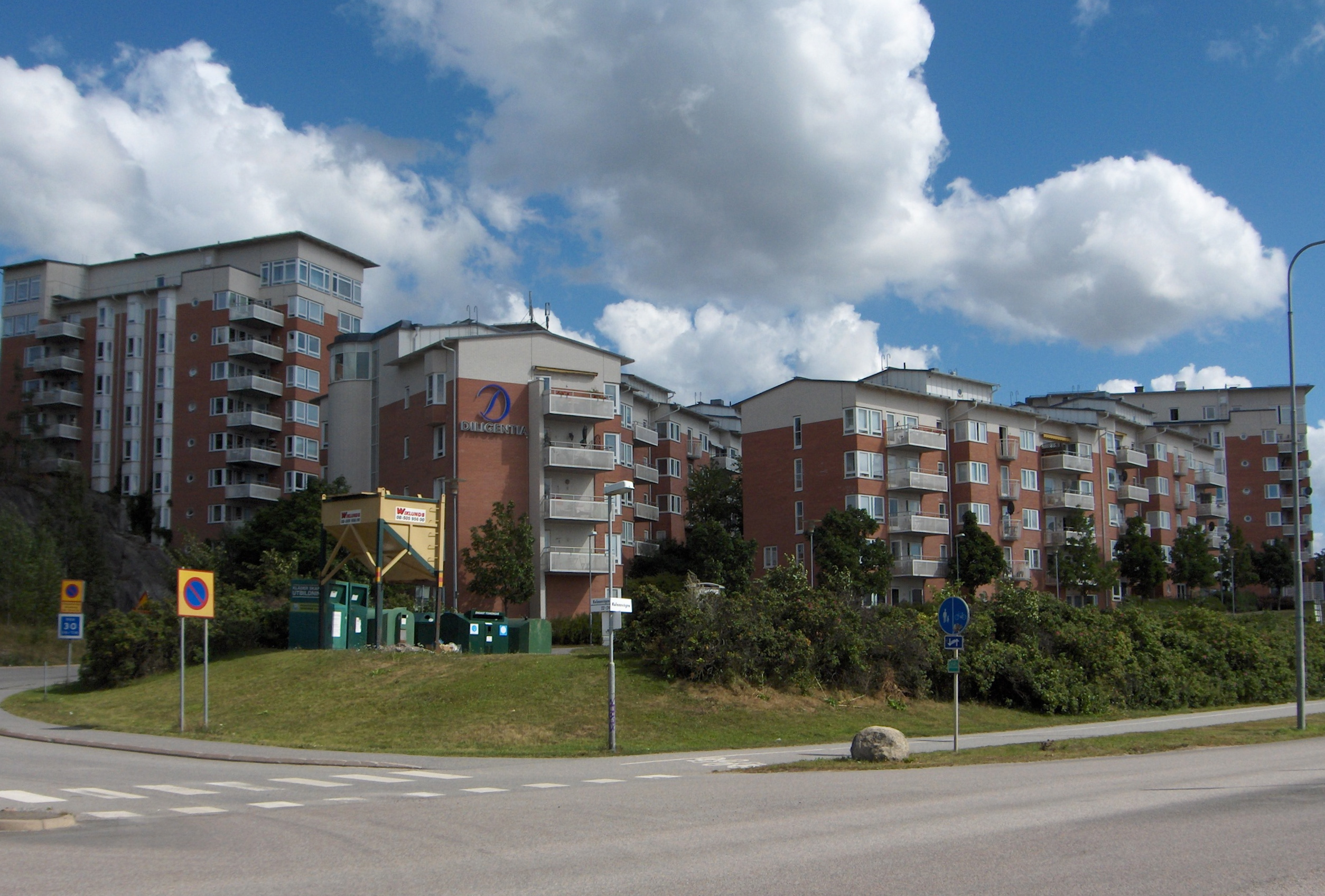
Ballongberget sett från Kolonnvägen.
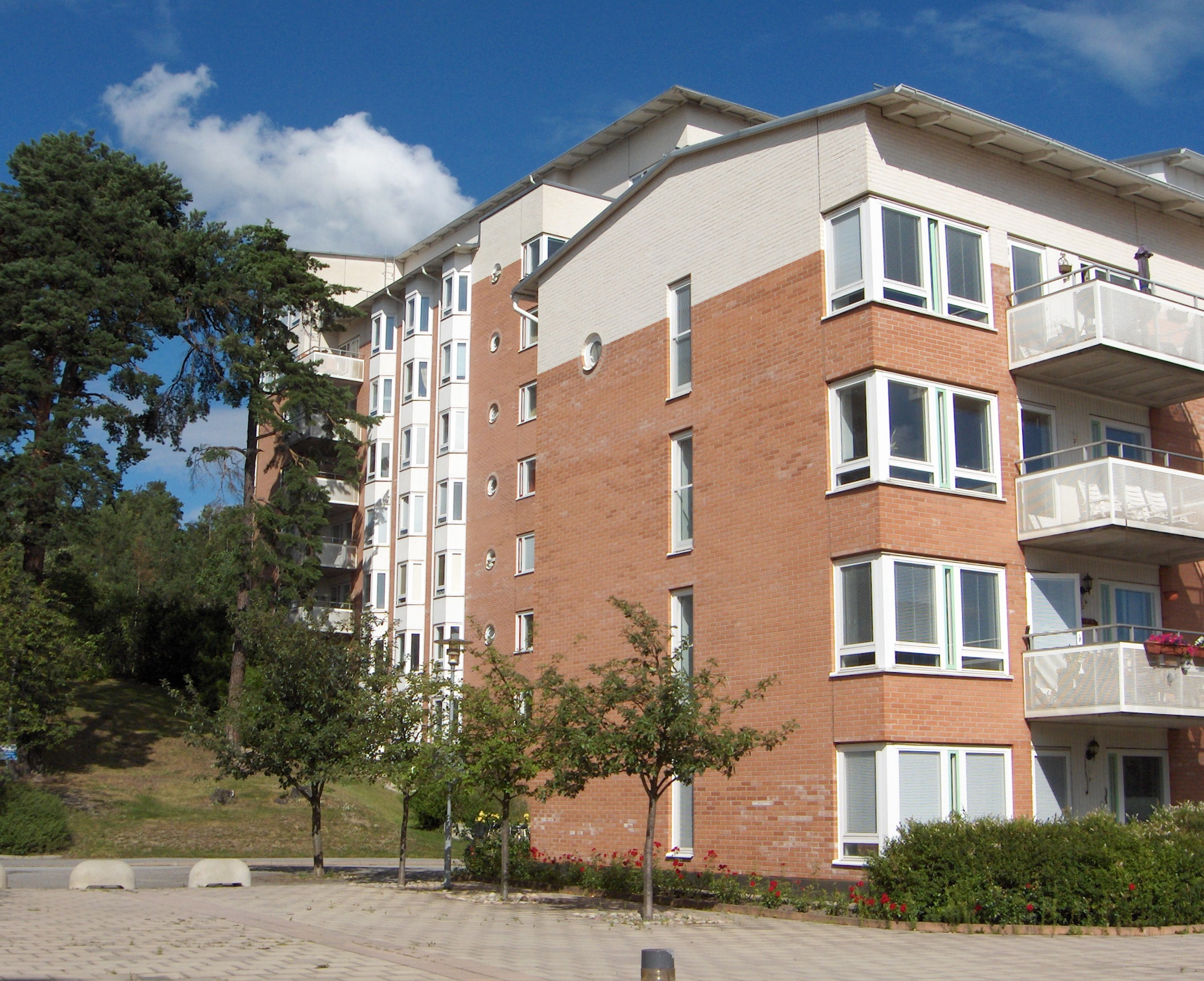
Bostadshus på Ballongberget.
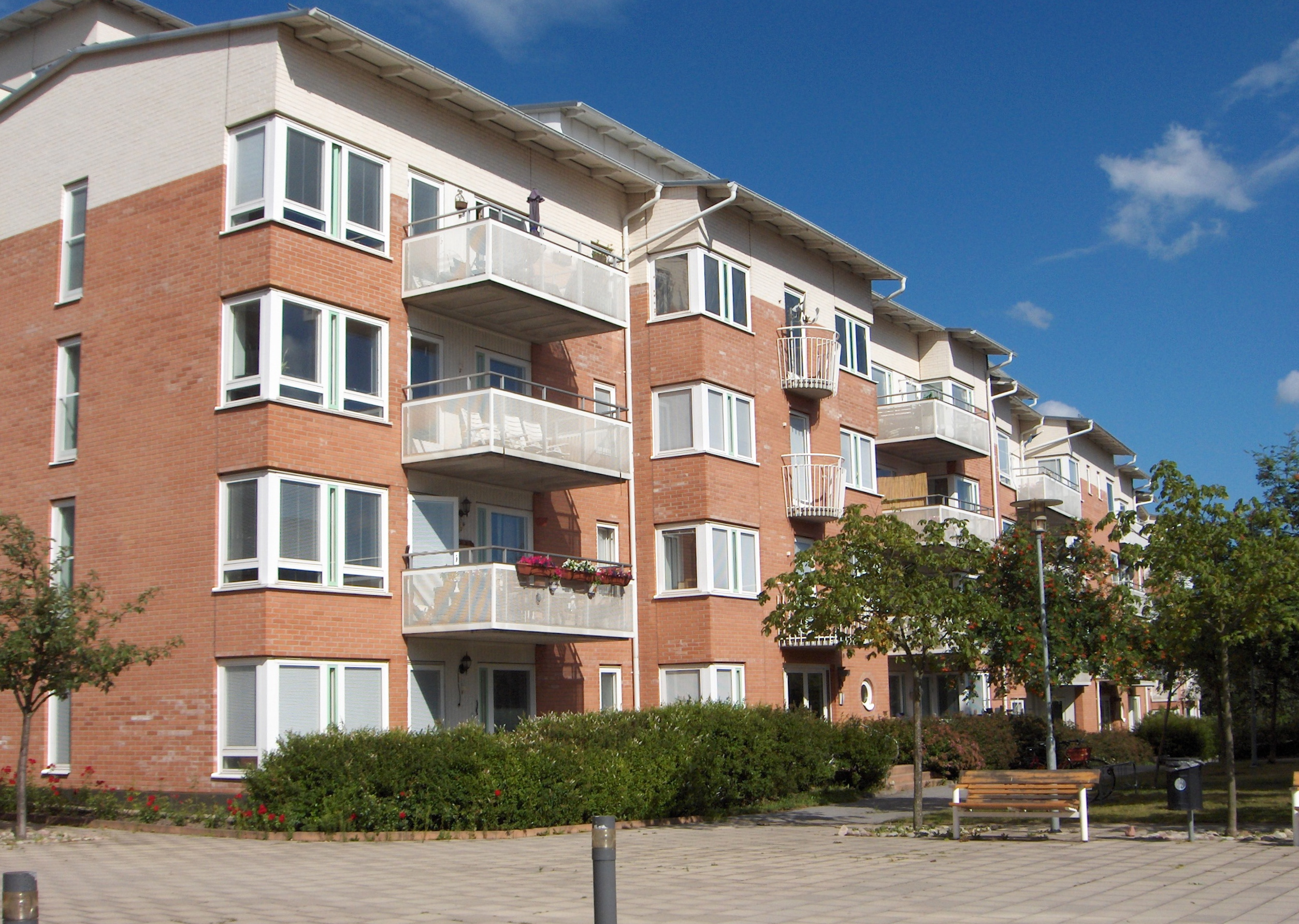
Bostadshus på Ballongberget.
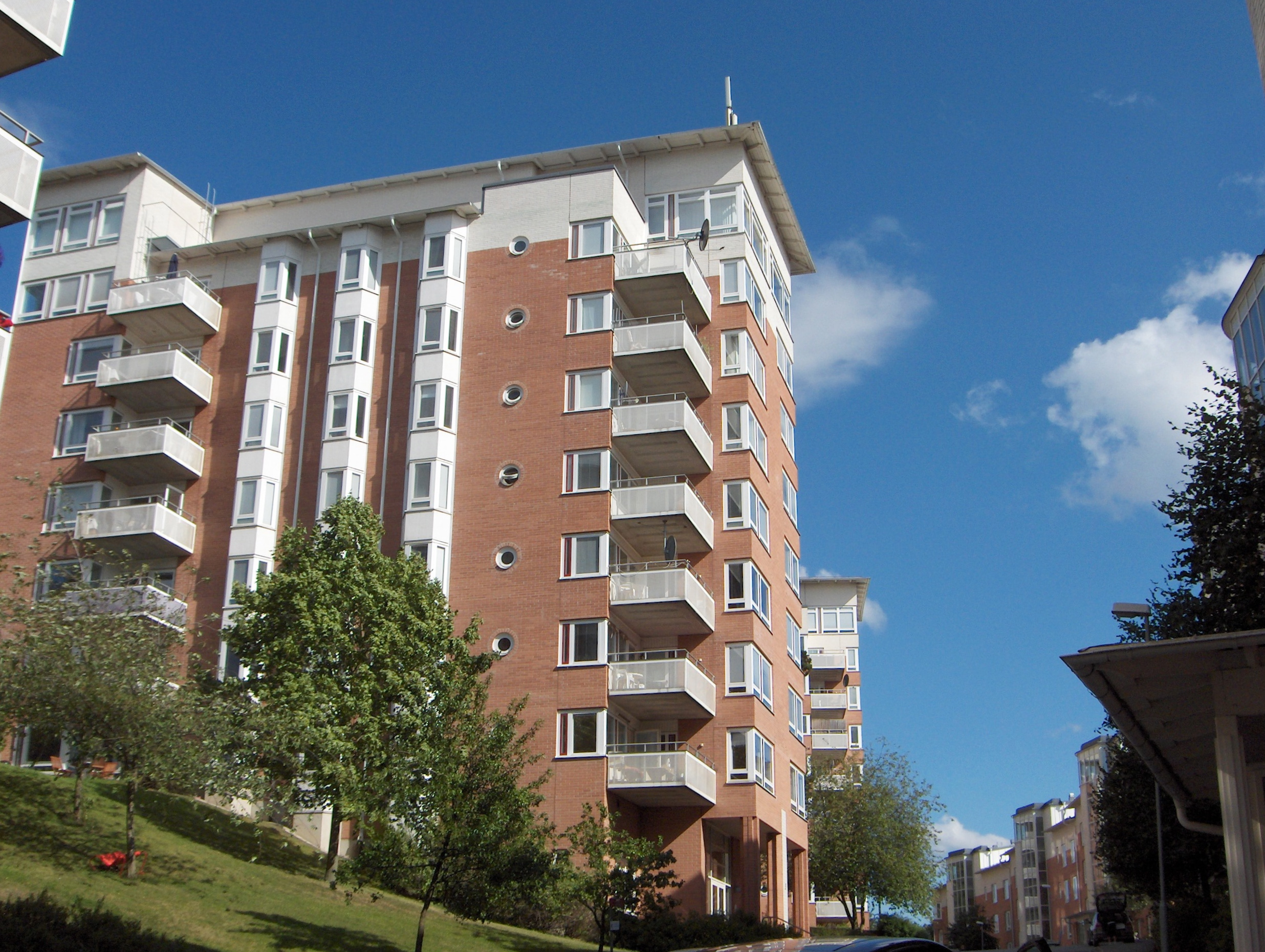
Bostadshus på Ballongberget.